# Louis Thienpont
Louis Charles Joseph Marie Thienpont (Etikhove, 17 april 1853 - Oudenaarde, 2 september 1932) was een Belgisch volksvertegenwoordiger.

## Levensloop
Louis Thienpont was een zoon van de wijnhandelaar Camille Thienpont en van Victoria Van den Bulcke. Hij trouwde met Louise De Ruyter.
Hij promoveerde tot doctor in de rechten (1875) aan de Katholieke Universiteit Leuven. Hij werd advocaat en pleitbezorger in Oudenaarde en bleef dit tot aan zijn dood.
In 1887 werd hij verkozen tot katholiek volksvertegenwoordiger voor het arrondissement Oudenaarde en vervulde dit mandaat tot in 1919.